# Digges Islands
Digges Islands är öar i Kanada.   De ligger i territoriet Nunavut, i den östra delen av landet, 1 900 km norr om huvudstaden Ottawa. Arean är 91 kvadratkilometer.
Trakten runt Digges Islands består i huvudsak av gräsmarker. Trakten runt Digges Islands är nära nog obefolkad, med mindre än två invånare per kvadratkilometer.